# We Made You
We Made You – pierwszy oficjalny singel promujący album amerykańskiego rapera Eminema Relapse.
W refrenie gościnie pojawiła się Dina Rae. W teledysku występują także Dr. Dre i 50 Cent, którzy razem z Eminemem grają w blackjack’a. Także gościnnie występuje Lisa Ann (jako Sarah Palin), gwiazda filmów pornograficznych.
Teledysk przedstawia Eminema, który wyśmiewa się z gwiazd. W wideo obecne są gwiazdy, ukazane w nie najlepszym świetle. W tekście utworu wyśmiewa się m.in. z aktorki Lindsay Lohan, Jessiki Alby, Kim Kardashian, Piorti de Rossi oraz jej żony, gospodyni talkshow – Ellen DeGeneres, piosenkarki Britney Spears, Jessiki Simpson oraz Amy Winehouse i byłej kandydatki na stanowisko wiceprezydenta Stanów Zjednoczonych – republikanki Sarah Palin. Eminem wygrał nagrodę najlepszy teledysk hip-hop: Eminem – „We Made You”
–MTV Video Music 2009